# Yowai 5000-nen no Sōshoku Dragon, Iwarenaki Jaryū Nintei
Yowai 5000-nen no Sōshoku Dragon, Iwarenaki Jaryū Nintei (jap. 齢５０００年の草食ドラゴン、いわれなき邪竜認定) ist eine japanische Online-Romanreihe von Kaisei Enomoto, die von 2017 bis 2020 erschienen ist und in mehreren anderen Medien umgesetzt wurde. Adaptionen als Manga und Animationsserie wurden international als A Herbivorous Dragon of 5,000 Years Gets Unfairly Villainized bekannt. Die Fantasy-Komödie erzählt von einem alten, friedlichen Drachen, der für ein böses Ungeheuer gehalten von einem ihm „geopferten“ Mädchen durch die Welt zum Kampf gegen den Dämonenkönig geführt wird.

## Inhalt
Ein 5000 Jahre alter Drache lebt friedlich in einer Höhle, wo er sich ausschließlich von Pflanzen ernährt. Nur manchmal wird seine Ruhe gestört, wenn die Bewohner des nahen Dorfes ein Mädchen opfern, um den Drachen zu besänftigen. Da er ausschließlich Pflanzen frisst, lässt er sie stets laufen. Doch eines Tages erscheint ein Mädchen, dass besessen davon ist, vom bösen Drachen verschlungen zu werden und sich nicht belehren lässt. Der Drache täuscht vor, die Seele des Mädchens zu fressen, um sie abzuwiegeln. Doch die hält sich nun für eine Dienerin des Drachen. Und sie ist mit erstaunlichen magischen Kräften ausgestattet, was sie jedoch nur dem Drachen zuschreibt. Als er sie zum Dorf zurückbringt, bitten die Bewohner, der Drache möge den Dämonenkönig besiegen, der die Welt bedroht. Und das Mädchen, das vom Dorf als Opfer gekauft wurde und keine Familie mehr hat, will den Drachen begleiten. All seine Beteuerungen, ein friedlicher und harmloser Drache zu sein, werden ignoriert. Der Sohn des Dorfältesten will sogar gegen ihn kämpfen, um das Mädchen aus seinen Fängen zu befreien.
So begibt sich der Drache, unterstützt von den magischen Kräften des Mädchens, widerwillig auf die Reise zum Dämonenkönig. Während der Drache stets beteuert, harmlos zu sein, und einen Weg zurück in sein friedliches Leben sucht, wird er vom Mädchen stets als grausame Bestie vorgestellt, was ihr alle Menschen auch glauben. In der Stadt Paleodona, die das Mädchen vor einem Dämonenangriff rettet, findet der Drache in Generalin Aliante endlich jemanden, die ihn versteht. Doch die Generalin rät ihm, mitzuspielen und dem Mädchen ein Vorbild zu sein, um ihre Kräfte unter Kontrolle zu halten. Die weitere Reise führt sie schließlich in die Stadt Selianen, die von einer Wassergöttin beschützt wird. Die stellt sich als Dämonin heraus, die sich hier ein friedliches und auch für die Menschen nutzbringendes Leben als Schutzgeist eingerichtet hat. Und sie ist viel schwächer als das Mädchen, hält aber wie alle zunächst den Drachen für den Übeltäter. Während das Mädchen den Angriff eines vom Dämonenkönig entsandten Drachen abwehrt, kämpft der Wassergeist daher mit dem alten und schwachen Drachen. Als er die Schutzgöttin endlich besänftigt und überzeugt hat, wird sie von einem anderen Dämon besessen, der ihre böse Seite zum Vorschein bringt. Doch auch die kommt nicht gegen die Kräfte des Mädchens an. Der Dämon springt weiter zum alten Drachen, in dem er keine Boshaftigkeit findet, zum Mädchen. Das vom Dämon besessene Mädchen droht, die Stadt zu vernichten, und kann nur mit den vereinten Kräften des Drachen, der Schutzgöttin und Aliantes besänftigt werden.

## Print-Veröffentlichungen
Die Geschichten erschienen zunächst als Online-Romanreihe auf der Plattform Shōsetsuka ni Narō, wo die Serie von Autor Kaisei Enomoto im Juni 2017 gestartet wurde. Er schloss sie im Juni 2020 ab, während am 1. Februar 2018 bereits eine Veröffentlichung als illustrierte Light Novel beim Verlag Kadokawa Shoten begonnen hatte. Die Reihe mit Illustrationen von Shugao endete im Oktober 2019 mit drei Bänden.
Eine Adaption der Romanreihe als Manga, gezeichnet von Murokouichi, startete am 22. Januar 2018 im Magazin Gangan Joker. Die Serie endete am 22. November 2019 und wurde vom Verlag Square Enix auch in fünf Sammelbänden veröffentlicht. 

## Verfilmung
Beim chinesischen Studio LAN entstand im Auftrag der Videoplattform Bilibili eine Umsetzung der Geschichten als Zeichentrickserie mit zwölf Folgen. Regie führte Liu Siwen, die Drehbücher schrieben Liu Siwen und Li Jiajie. Als Produzent war Kang Jun Li Cheng verantwortlich. Das Vorspannlied ist Wèi guāng von Liu Junlang und für den Abspann verwendete man das Lied Tǎng zài qíngkōng xià von Xiǎo Yuán.
Die Verfilmung wurde erstmals im November 2021 angekündigt. Die Folgen mit einer Laufzeit von 13 bis 14 Minuten wurden vom 30. Juli bis 8. Oktober 2022 in der Volksrepublik China von Bilibili online veröffentlicht. Die Plattform Crunchyroll lizenzierte die Trickserie für die internationale Verwertung und veröffentlichte sie parallel zum Original mit Untertiteln in diversen Sprachen, darunter Deutsch und Englisch. Die Fernseh-Ausstrahlung einer japanischen Synchronfassung ist für Januar 2023 angekündigt.